# Дев'ятисил звичайний
Дев'ятисил звичайний, відкасник звичайний (Carlina vulgaris) — вид рослин з родини айстрових (Asteraceae), поширений у Європі й західній Азії.

## Опис
Дворічна трав'яниста рослина 20–80 см заввишки. Рослина до цвітіння з рідкісним павутинистим запушенням, під час цвітіння майже гола. Прикореневі й нижні стеблові листки перисто-надрізані, виїмчасто-лопатеві. Кошики 3–4.5 см в діаметрі, зазвичай нечисленні (1–5), розташовані на кінці стебел і гілок майже щиткоподібно. Віночок жовто-пурпуровий; сім'янки 2.5–3 мм довжиною, чубчик до 8–9 мм завдовжки.

## Поширення
Поширений у Європі й західній Азії.
В Україні вид зростає на галявинах, у чагарниках, на трав'янистих схилах — у Прикарпатті, Розточчі-Опіллі.